# 274301 Wikipédia
274301 Wikipédia (designações provisórias: 2008 QH24, 2007 FK34, 1997 RO4) é um asteroide do cinturão principal, descoberto  pelo Observatório Astronômico de Andrushivka em agosto de 2008.
Recebeu o nome da enciclopédia online Wikipédia em janeiro de 2013.

## Descoberta
O asteroide foi descoberto por astrônomos do Observatório Astronômico de Andrushivka na Ucrânia, único observatório privado do país, que descobriu mais de noventa asteroides desde 2003. O asteroide em questão foi observado pela primeira vez em 25 de Agosto de 2008. mantendo-se ainda visível na noite seguinte, recebendo assim uma designação provisória 2008 QH24. Depois foi observado em 6 de setembro pela equipe Andrushivka, e a órbita do asteroide pode ser calculada com precisão. Foi mostrado que o asteroide  2008 QH  24 era o mesmo que  1997 RO  4 e  2007 FK  34, anteriormente suspeitos pelos observatórios Caussols - ODAS (França), Mt. Lemmon Survey e pelo Observatório Steward (ambos no Arizona, EUA). Em 18 de abril de 2011, o asteroide recebeu o número 274301. A composição do asteroide não é conhecida, mas é provável que consista, como outros asteroides, de uma mistura de rocha e metal.

## Nome
A decisão do Minor Planet Center em adotar o nome de "Wikipédia", uma enciclopédia online, para o asteroide foi publicado no Minor Planet Circular de 27 de janeiro de 2013. O nome foi proposto por Andriy Makukha, membro da diretoria da Wikimedia Ucrânia e foi submetido ao Comitê pelo dono do observatório, Yuri Ivashchenko.
A citação oficial do nome diz:

Wikipédia é uma enciclopédia online lançada em 2001 de edição colaborativa e livre. Em 11 anos de compilação, se tornou uma das maiores referências em trabalhos e um dos sites mais visitados na Internet. Se desenvolve em mais de 270 línguas por entusiastas de todo o mundo.